# Das demokratische Deutschland
Das demokratische Deutschland (DdD), Schreibweise ab 1920 Das Demokratische Deutschland (DDD), ab 1923 Deutsche Einheit, war eine linksliberale Wochenschrift für Politik und Wirtschaft in der Weimarer Republik. Sie stand der Deutschen Demokratischen Partei (DDP) nahe und publizierte vor allem Analysen und Meinungsbeiträge von Politikern und Journalisten zu aktuellen politischen Fragen sowie zu Programm und Ausrichtung der DDP.

## Wochenschrift in der Weimarer Republik
Die Zeitschrift wurde in der Gründungsphase der Deutschen Demokratischen Partei im November–Dezember 1918 geschaffen. Ihre erste Ausgabe erschien am 14. Dezember 1918 in Berlin.
Wer genau die Initiatoren waren, ist nicht bekannt, sie gehörten aber zweifellos zu den Berliner DDP-Mitgründern. Dem amerikanischen Historiker des Liberalismus in der Weimarer Republik, Bruce B. Frye, zufolge wurde die Zeitschrift vom Geschäftsführenden Ausschuss (Parteivorstand) bzw. der Zentrale der DDP „beaufsichtigt“. In dieser Zentrale war einer der stellvertretenden Geschäftsführer Hermann Kalkoff, Verlagsbuchhändler und früherer Generalsekretär der Nationalliberalen Partei, und er trat bald bei der Zeitschrift als Ko-Herausgeber auf. Der andere Publikationsarm der Zentrale, zuständig für den tagesaktuellen Artikeldienst und Pressemitteilungen, war die Demokratische Partei-Korrespondenz (späterer Titel: Demokratischer Zeitungsdienst).
Die Hefte erschienen bei der kleinen Verlagsbuchhandlung Boll & Pickhardt in Berlin. Als erster Redakteur wurde der Berliner Tageszeitungsjournalist Hugo Frenz verpflichtet. Frenz, ursprünglich Politikredakteur bei einer Parlamentskorrespondenz, war seit 1910 Redakteur der Satire- und Unterhaltungsbeilage Ulk beim Berliner Tageblatt. Das BT war ein wichtiger Motor bei der Gründung der DDP. In der Zeitung erschien im Dezember 1918 eine Ankündigung der neuen Zeitschrift. Sie werde sich einsetzen „für eine lebendige Politik, die sich fernhält von allem Formelkram“.

Alleinredakteur Frenz formulierte in der ersten Ausgabe eine „Ansprache“ an die Leser. Darin hieß es: 
„Eine demokratische Welle braust durch Deutschland. Männer und Frauen hungern nach politischer Aufklärung. In breiten Massen strömen sie der neuen großen Deutschen Demokratischen Partei zu. Jung und alt ist von demselben Eifer erfüllt, mit Hand anzulegen beim Neubau des Staates. […] Das demokratische Deutschland will hier einspringen, will auf dem Boden der großen Deutschen Demokratischen Partei für die wahre entschiedene Demokratie eintreten und wirken, will eine Freistatt sein für Fragen und Antworten.“
Frenz, der erfolglos für die DDP bei Kommunalwahlen kandidierte, legte die Redaktion im Juli 1919 nieder. Zugleich gab der Verlag Boll & Pickhardt die Publikation auf.
Die Zeitschrift wurde aufgefangen vom Demokratischen Verlag der DDP in Berlin-Zehlendorf-West. Zwei DDP-Politiker traten als neue Herausgeber auf: der Greifswalder Historiker und Hochschullehrer Ludwig Bergsträsser, der auch die Redaktion auf sich nahm, und der Verlagsbuchhändler Hermann Kalkoff.
Bergsträsser und Kalkoff versicherten, die Zeitschrift werde „in erweiterter und bereicherter Form ihre alte Aufgabe verfolgen, der Ausbreitung und Durchführung des demokratischen Gedankens in Deutschland zu dienen“. Kalkoff werde eine eigene Beilage „für die vielfach erörterten und noch nicht ganz geklärten Fragen der Organisation und Agitation der Deutschen Demokratischen Partei“ betreuen.
Bis Ende 1920 kooptierten sie weitere Herausgeber. Im Oktober 1919 trat das Mitglied der Nationalversammlung und der Hamburger Bürgerschaft Peter Franz Stubmann in das Herausgebergremium ein. Im Dezember 1920 kam der frühere Botschafter in Washington und Konstantinopel, Johann Heinrich Graf von Bernstorff; dazu, während Kalkoff als Herausgeber ausschied.

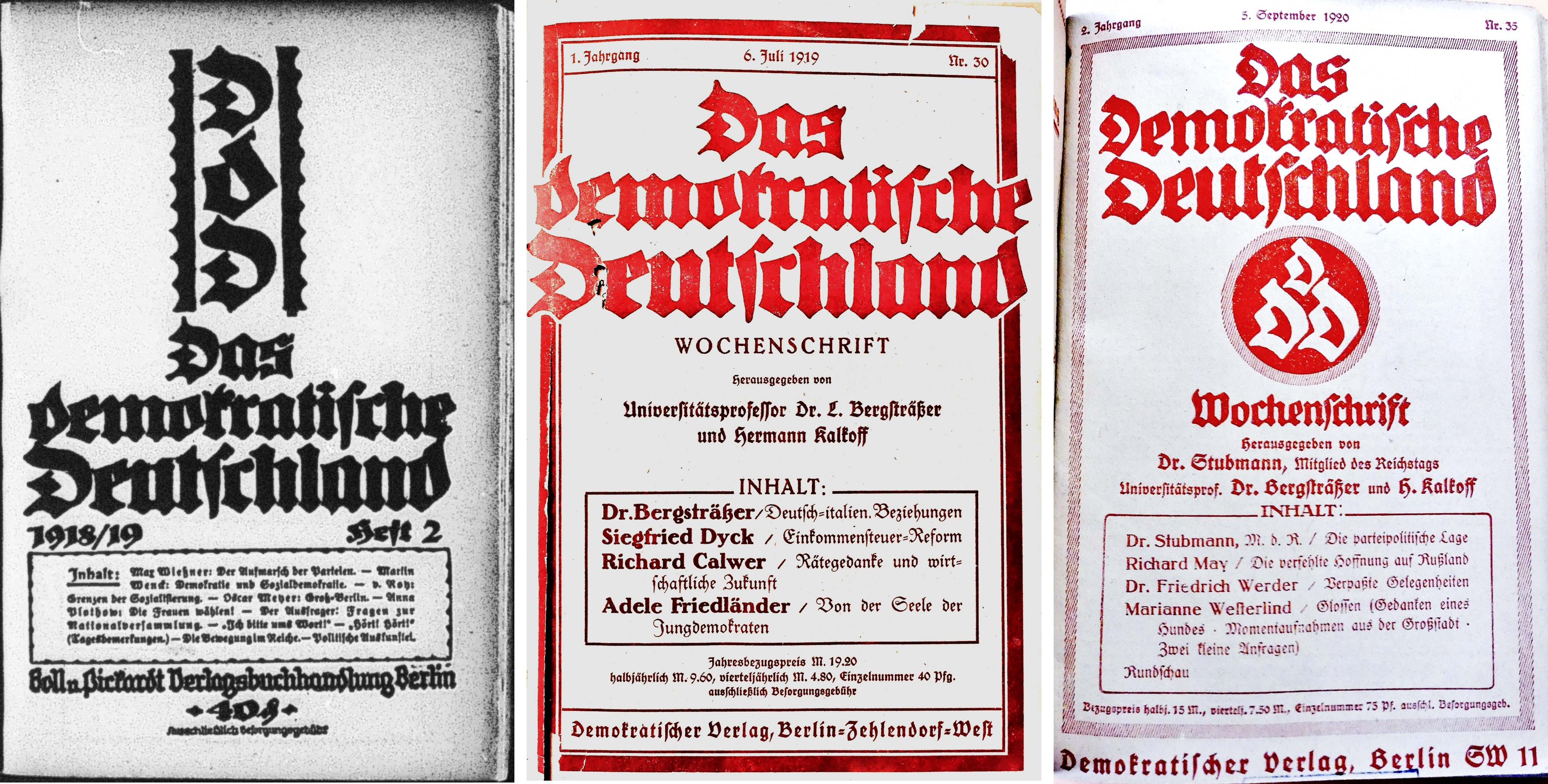
Die Schreibweise des Titels ändert sich: Titelseiten der Zeitschrift Das demokratische Deutschtand 1918, 1919 und 1920

Von 1918 bis Anfang 1920 lautete der Titel Das demokratische Deutschland, dann wurde das zweite „D“ groß geschrieben, und der Titel lautete fortan Das Demokratische Deutschland. Dies betonte den Zusammenhang mit der Deutschen Demokratischen Partei.
Im August 1920 wurde die Redaktion erstmals wieder von einem hauptberuflichen Journalisten übernommen, Richard May. Er verantwortete den Inhalt bis März 1927. May arbeitete als Berliner Korrespondent für die Süddeutsche Demokratische Korrespondenz und später den Süddeutschen Zeitungsdienst der DDP-nahen Verlagsanstalt München von Georg Osterkorn, die Korrespondenz Richard Bahr und weitere regionale Tageszeitungen. Neben längeren Einthemen-Aufsätzen schrieb er ab Juli 1921 vorrangig seine bissig-humorvolle, oft provokante Mehrthemen-Kolumne „Zwischenrufe“, die bis zu Mays Ausscheiden aus der Redaktion im März 1927 durchgängig jede Woche als feste Rubrik erschien.
Die Zeitschrift hatte meist 24 Seiten. Der Umschlag war anfangs weiß, später gelborange. Das Deckblatt erhielt die auffällige Schmuckfarbe rot. Der Titel Das demokratische Deutschland wurde durch ein sehr markantes Logo von drei weißen Frakturbuchstaben in einem roten Kreis dargestellt. Auf der Titelseite wurden die wichtigsten Autoren und Artikelthemen aufgelistet. Im Inneren gab es wenige Anzeigen, meist auf den Umschlaginnenseiten. Es gab sowohl kommerzielle Werbung, etwa für Zigaretten, als auch für Publikationen aus parteinahen Verlagen oder Anzeigen für Parteiorganisationen sowie Eigenwerbung für Abonnements.
Die Zeitschrift wurde zunächst in Fraktur gesetzt. Im Juli 1921 wurde diese – bis auf den Namen im Titelbalken – abgeschafft und das gesamte Heft fortan in Antiqua gedruckt. Die Fraktur sei oft als zu klein kritisiert worden. Die Antiqua sei zweckmäßig, da die Zeitschrift zunehmend im Ausland gelesen werde.
Im Juli 1921 – in der Zeit der Hochinflation und während eines großen Zeitungssterbens durch exorbitante Papierpreise – gab der Demokratische Verlag den Zeitschrifttitel „unter voller Beibehaltung seiner bisherigen demokratischen Tendenz“ ab an den Phönix-Verlag in Hamburg. Der Phönix-Verlag benannte sich im Oktober 1921 um zum Frei-Werk-Verlag.
Es wurde erklärt, die geschäftliche Seite solle gefestigt und der Leserkreis vergrößert werden, insbesondere neben der Beilage „Der Lesestoff des Staatsbürgers“ der Sonderteil „Das wirtschaftliche Deutschland“. Der solle „hervorragenden Führern unserer Wirtschaft, die sich zu unserer Partei zählen“ Gelegenheit zu Gastbeiträgen geben. Den Auftaktartikel schrieb DDP-Schatzmeister Hermann Fischer, der 1922 Präsident des Hansabunds für Gewerbe, Handel und Industrie wurde. Nebenamtlicher Redakteur des Wirtschaftsteils war DDP-Parteisekretär Ernst Mosich, der beim Hauptvorstand den Reichsausschuss für Handel, Industrie und Gewerbe betreute. Diese war vor allem eine vom Schatzmeister kontrollierte Sammelstelle für Unternehmerspenden. Mosich hatte seine Karriere als Lobbyist beim Hansabund begonnen. Dorthin ging er 1929 als neuer Verbandsgeschäftsführer zurück.

Während der Hyperinflationszeit bis zur Währungsreform Ende 1923 war die Zeitschrift ständig gezwungen, die Abonnementpreise drastisch zu erhöhen. Anfang 1924 wurden die Abonnementpreise wieder auf stabile niedrige Höhen zurückgeführt.

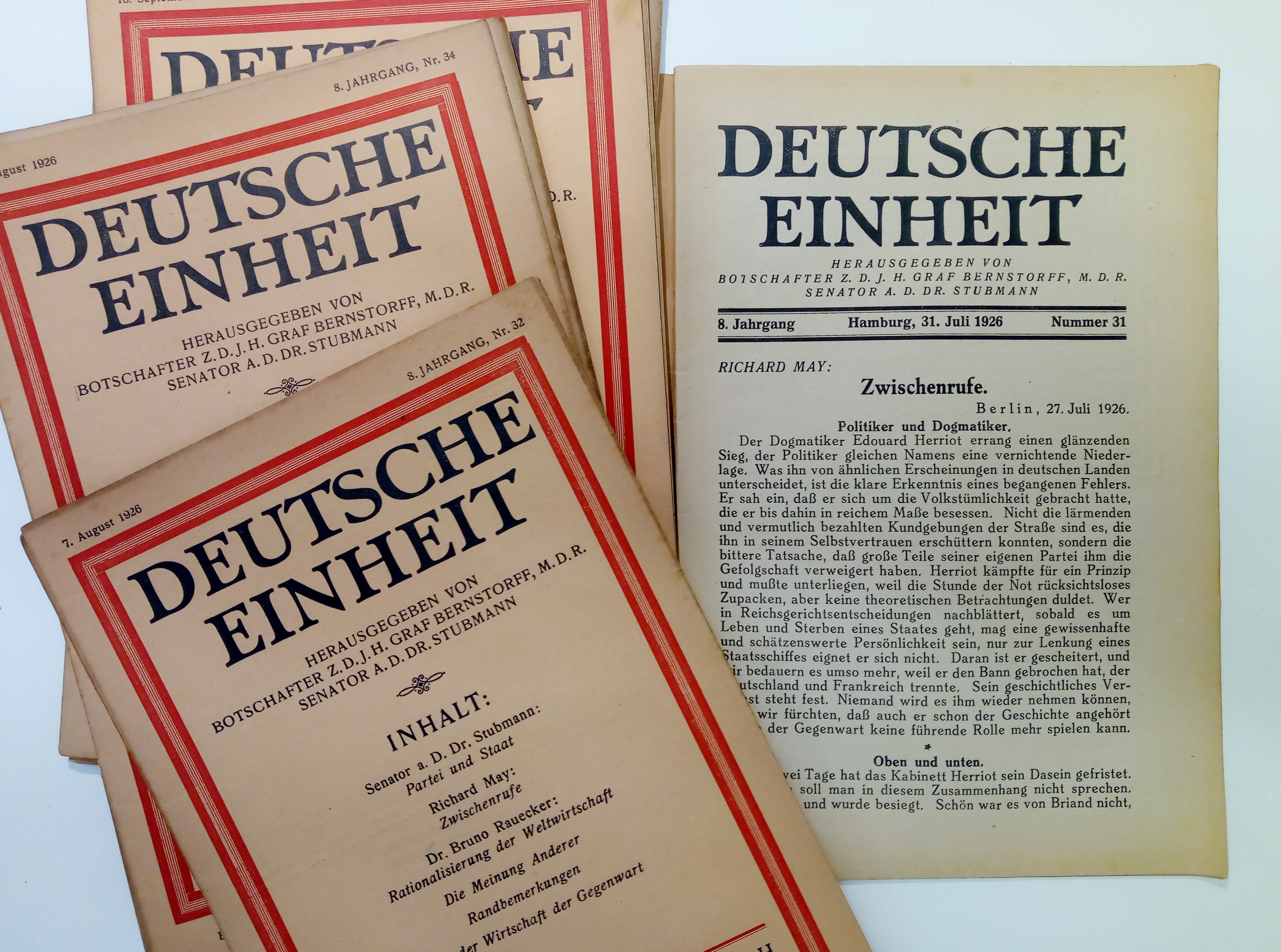
Ab Juli 1923 erschien die Zeitschrift unter dem neuen Titel Deutsche Einheit und mit einer deutlich modernisierten Gestaltung, hier Ausgaben von 1926

Im Juli 1923 erhielt die Zeitschrift den neuen Namen Deutsche Einheit. Dies war mehrdeutig, konnte sich aber auf eine Betonung des großdeutschen Anschlusses der Republik Österreich an das Deutsche Reich beziehen, für den die DDP eintrat. In den Seiten der DE war die „Pflege des großdeutschen Gedankens“ auffällig, stellte das Leipziger Tageblatt 1924 fest. (Der Titel war aber nicht verbunden mit einer ab 1926 in Wien erscheinenden Zeitschrift Deutsche Einheit, die als Organ der Österreichisch-Deutschen Arbeitsgemeinschaft erschien, die wie ihre nördliche Schwesterorganisation Deutsch-Österreichische Arbeitsgemeinschaft die Annexion bzw. Vereinigung befürwortete.)

Noch in der letzten Ausgabe der Zeitschrift im Oktober 1928 bekannte sich die Redaktion dazu,
„dass die Deutsche Republik alle die Teile Mitteleuropas umfassen soll, in denen Deutsche wohnen, die den Wunsch haben, mit dem alten Vaterland wiedervereinigt zu werden, und die deutsche Einheit, die uns im festgefügten republikanischen, freien Staat das Maß innerer Geschlossenheit bringen muss, ohne die eine erfolgreiche auswärtige Politik, die uns in der Welt eine machtvolle Stellung und altes Ansehen wiedergeben soll, nicht denkbar ist.“

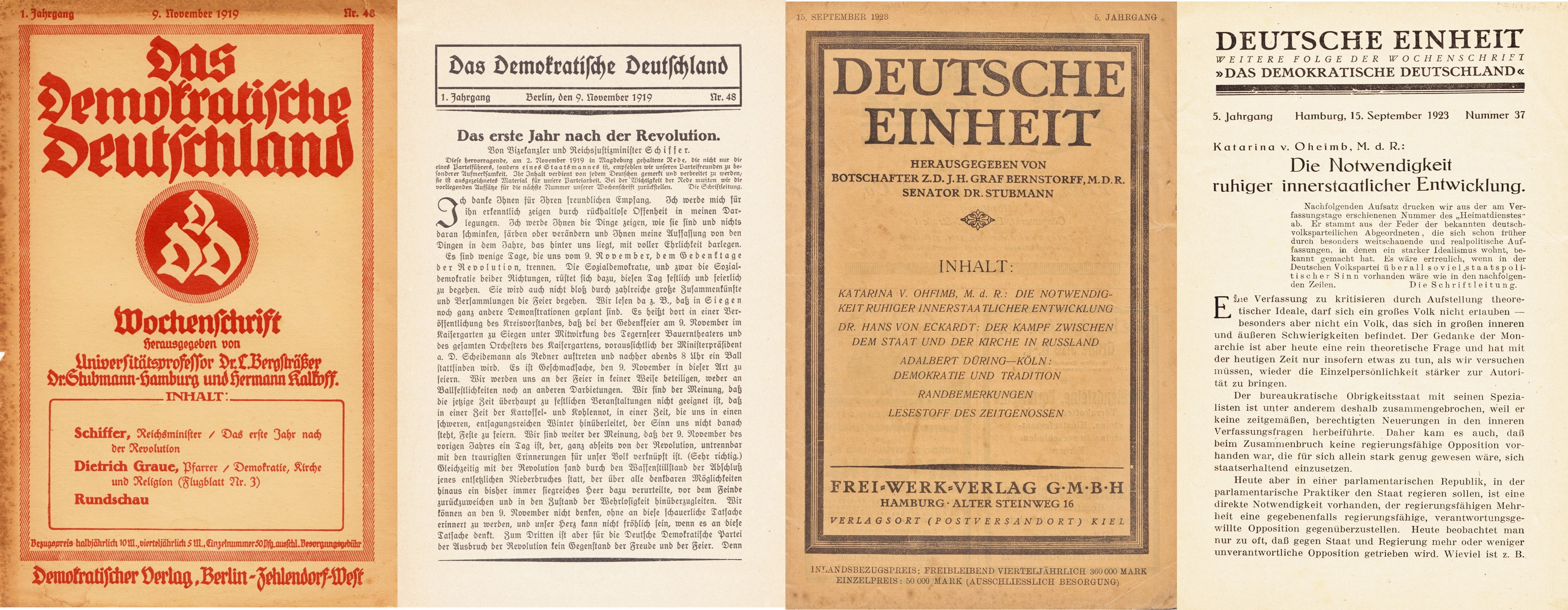
Vergleich von Umschlag und erster Innenseite der Zeitschrift Das Demokratische Deutschland, hier mit drei großen „D“ vom 9. November 1919, überwiegend in Fraktur gesetzt, und Nachfolgerin Deutsche Einheit vom 15. September 1923, modern gesetzt in einer Antiquaschrift. Im Heft links bilanziert Vizekanzler und Reichsjustizminister Eugen Schiffer (DDP) „Das erste Jahr nach der Revolution“, die Ausgabe rechts beginnt mit einem Artikel der DVP-Reichstagsabgeordneten Katarina von Oheimb.

1928 nannte der Zeitungswissenschaftler Helmut Hüttig in seiner Leipziger Dissertation über die politischen Zeitschriften der Nachkriegszeit (d. h. nach dem Ersten Weltkrieg) die DdD als „erste demokratische Wochenschrift für ganz Deutschland“. Die Zeitschrift pflege einen „ungekünstelten, klaren und überzeugenden Stil, dem eine gewisse ironische Pointierung nicht fehlte“ und „knappe Artikel“, gab Hüttig an. „Was in der Deutschen Demokratischen Partei einen Namen hatte, benutzte das Blatt als Sprachrohr.“
Weitere vergleichbare Zeitschriften aus dem linksliberalen Spektrum waren etwa Friedrich Naumanns Die Hilfe – Wochenschrift für Politik, Literatur und Kunst, Deutsche Politik, Die Deutsche Nation oder Der Demokrat.
Herausgeber Graf Bernstorff trat im März 1927 aus dem Herausgebergremium aus, weil er sich auf seine Funktion bei der Deutschen Liga für den Völkerbund fokussieren wollte. Ab 1928 war Bernstorff auch nicht mehr Mitglied des Reichstags.
Zeitgleich legte Richard May die Redaktionsverantwortung nieder. Er schrieb gelegentlich weiter als Autor, übergab aber im Februar 1927 an Alois Winbauer, der politischer Ressortleiter beim DDP-nahen Hamburger Anzeiger. Winbauer wurde dort jedoch bald Chefredakteur.
Im April 1928 übertrug er die Redaktion der Deutschen Einheit an Emil Leimdörfer, Redakteur beim Berliner Tageblatt. Damit ging eine Änderung des Verlagsorts einher. Ab April 1928 erschien die Zeitschrift nicht mehr in Hamburg, sondern in Berlin.
Wenig später lud Stubmann mehrere DDP-Politiker in die Herausgeberschaft ein: Hartmann von Richthofen, Marie Elisabeth Lüders und Günther Grzimek sowie den Kulturredakteur der Vossischen Zeitung, Werner Mahrholz.
Im Juli 1928 schied Stubmann als Herausgeber aus. Vorausgegangen waren nach den für die DDP dramatischen Verlusten bei der Reichstagswahl 1928 kontroverse anonyme Artikel, die im Sinne der Initiative für ein Zusammengehen von DDP und Deutscher Volkspartei eintraten. Diese wurden Stubmann zugeschrieben, was er jedoch sehr deutlich bestritt. Im DDP-Vorstand musste sich Stubmann erklären; er sagte, dass er auf die Zeitschrift „seit ihrer Übersiedlung nach Berlin nicht mehr den Einfluss ausübe wie früher; er habe die betreffenden Artikel vor der Drucklegung nicht gesehen und billige sie auch nicht“. In einem Abschiedsartikel lehnte er eine solche Parteifusion ab und erklärte nach acht Jahren seinen Rücktritt.
In der Redaktion von Emil Leimdörfer erschien die Deutsche Einheit in ihrem zehnten Jahrgang noch bis zur Heftnummer 39 am 1. Oktober 1928.

## Autoren
Die Zahl der Autoren ist sehr groß. Die folgende Liste ist nicht vollständig. Mehrere Autoren, darunter vermutlich prominente Politiker, Journalisten, Unternehmer oder Verbandsführer, veröffentlichten in der Zeitschrift unter Pseudonymen wie Antonio, Curry, Externus, Fabius, Fox, Hellerfritz, Hikiki, Illyrikus, Janus, Madauer, Makko, Mercurius, Monacersis, Sebastian Murx, Niklas, Petena, Polonius, Steineken, Yorrick, * oder ***. Das Pseudonym „Johannes Fischart“ war bekannt als Autorenname von Erich Dombrowski vom Berliner Tageblatt. Ein offenes Geheimnis war auch „Zuberkloß“ als Autorenname des Leitartiklers der Vossischen Zeitung, Isidor Levy.
Für die Zeitschrift schrieben verhältnismäßig viele liberale Frauen. Dazu gehörten Isidor Levys Tochter Doris Wittner, die Abgeordneten Marie Elisabeth Lüders, Frieda Radel, Emmy Beckmann und Katharina von Kardorff-Oheimb, die Frauenrechtlerinnen Agnes von Zahn-Harnack und Hedwig Keiler-Neuburger, die Schriftstellerinnen Marie von Bunsen und Marianne Westerlind oder Freda Marie Gräfin zu Dohna von der Deutschen Liga für Völkerbund.
- Walter Asmus
- Arens, München
- Richard Baerwald, Halensee
- Prinz Max von Baden
- Max Bahr MdR
- Emmy Beckmann MdHB
- Bovensiepen, Kiel, Oberlandesgerichtsrat
- Ferdinand Brandenburg
- Buchmann, Berlin
- Marie von Bunsen, Berlin
- Cremer, Amtsgerichtsrat
- Graf Ottokar Czernin
- Freda Marie Gräfin zu Dohna
- Franz Karl Endres, Gauting bei München
- Hans von Eckardt
- Philipp Exter
- Hermann Fischer MdR
- Johannes Fischart (Erich Dombrowski)
- Egbert von Frankenberg
- Richard Otto Frankfurter
- Walter Freising
- Heinrich Gerland, Jena
- Eduard Goldscheider
- Hans Goslar
- Roderich C. Gregor
- Rudolf Günther
- G. Hägermann-Lübeck, Chefredakteur
- Theodor Heilbron
- Alfred Herrmann
- Ludwig Herz, Geschäftsführer des Parlamentarischen Untersuchungsausschusses
- Rudolf Issberner
- Kurt Joel-Halensee
- Theodor Heuss
- Hedwig Keiler-Neuburger
- Julius Kopfsch MdR und MdPL
- Adolf Korell
- Wolfgang Kraus, Berlin
- Wilhelm Kroner, Amtsgerichtsrat
- Hermann Anders Krüger, Mitglied Thüringers Ministerium und MdL
- Wilhelm Külz, Oberbürgermeister MdR
- Isidor Levy (Pseudonym Zuberkloß), früher Chefpolitiker Vossische Zeitung
- Otto Löffler, Generalleutnant a. D.
- Marie Elisabeth Lüders MdR
- Hermann Lutz, München
- Heinrich Mann
- Erich Michael
- Ernst Miller
- Ernst Mosich
- Arnold Nöldeke, Senator, Hamburg
- Katharina von Kardorff-Oheimb, MdR (DVP)
- Hermann Pachnicke, MdR
- Carl Petersen, Senator, MdR
- Curt Platen, Hamburg
- Alexander Pohlmann, MdR Regierungspräsident
- D. Rade
- Frieda Radel
- Bernhard Freiherr von Rechenberg, Major
- Hans Reif
- Rochus von Rheinbaben
- Arnold Riedel, Mitglied der Preußischen Landesversammlung
- Hans Heinrich Schaeder
- Henry Schaper, Hamburg, MdB MdR
- Hans Georg Schick
- Johannes Schlicht
- Alfred Schmidt
- Isaac Schwabacher, Hamburg
- Paul Freiherr von Schoenaich, Generalmajor aD
- Martin Sebald
- Hans Sivkovich, Staatsminister aD, MdR
- Julius Steinberg, Bonn
- Albert Then
- Ernst Troeltsch
- Wilhelm Waldeck
- Kuno Waltemath
- Martin Wechsler
- Friedrich Werder
- Marianne Westerlind
- Westerwieck
- Berthold Widmann
- Philipp Wieland MdR, Geheimer Kommerzien-Rat
- Doris Wittner
- Fritz Zadow
- Agnes von Zahn-Harnack
- Franz Ziegler

## Verlags- und Redaktionssitz
Die Redaktion befand sich durchgehend von 1918 bis 1928 in Berlin. Nur in den letzten Erscheinungsmonaten waren Verlags- und Redaktionsadresse identisch. Der Verlag der Zeitschrift wechselte mehrfach, ebenso der Verlagsort zwischen Berlin und Hamburg. Etwa zwei Jahre lang galt Kiel als offizieller Verlags- und zugleich Postversandort, obwohl der Verlag eigentlich in Hamburg saß. Der Phönix-Verlag (1921) und der Frei-Werk-Verlag (1921–1928) sind identisch.
- 14. Dezember 1918: Boll und Pickhardt Verlagsbuchhandlung, Schiffbauerdamm 19, Berlin NW 6
- 1. Juli 1919: Demokratischer Verlag, Köthener Straße 45, Berlin SW 11
- 1. Juli 1921: Phönix-Verlag, Oben Borgfelde 34, Hamburg 25
- Ab 13. Oktober 1921 (Umbenennung des Verlags): Frei-Werk-Verlag Oben Borgfelde 34, Hamburg 25 –  ca. 1923: Alter Steinweg 16, Hamburg, aber offizieller Verlagsort und Postversandort: Kiel – Ab 1. April 1925: Borgfelder Straße 28, Hamburg 25 – ab 1. Oktober 1925: Deichstraße 48–50, Hamburg 11 – ab 1. April 1928:  Dorotheenstraße 41, Berlin NW 7; Druck ebenfalls in Berlin

## Arbeitsgemeinschaft Das Demokratische Deutschland
Die hier behandelte „Wochenschrift“ hat keinerlei Beziehung zu dem 1945 in der Schweiz durch die SPD-Politiker Otto Braun und Heinrich Ritzel zusammen mit dem vormaligen Reichskanzler Joseph Wirth (Zentrum) gegründeten Arbeitskreis „Das Demokratische Deutschland“.